# Interstate 474
Pour les articles homonymes, voir Route 474.
L'Interstate 474 (I-474) est une autoroute qui forme une loupe de contournement au tour de la ville de Peoria, en Illinois. L'I-474 fait 14,88 miles (23,95 km). L'I-474 est la seule autoroute auxiliaire de l'I-74.

## Description du tracé

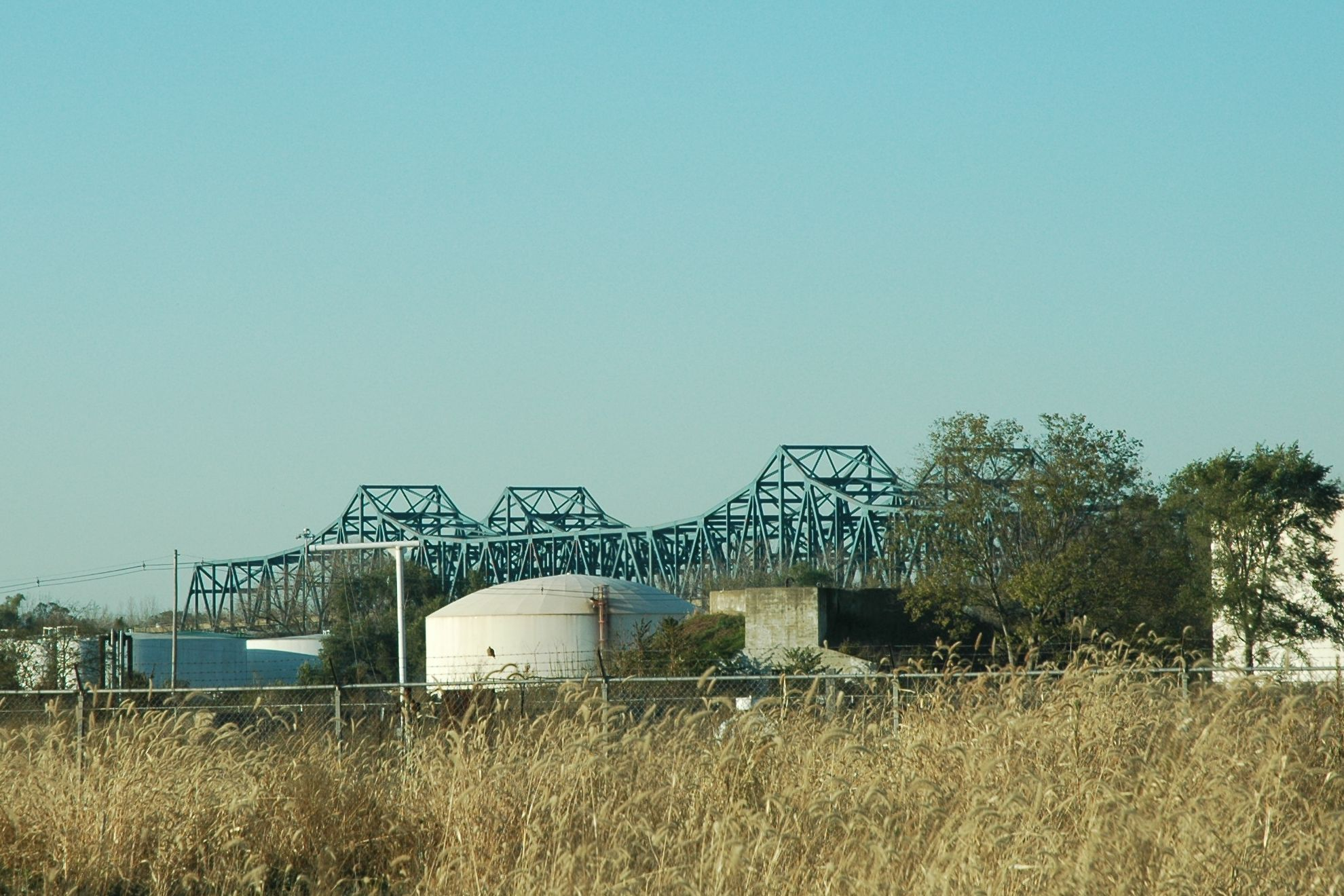
Pont Shade–Lohmann depuis le sud-est.

L'I-474 débute à la rencontre de l'I-74 et de la IL 6 à l'ouest de Peoria. Elle se dirige vers le sud jusqu'à ce qu'elle arrive près de l'Aéroport de Peoria. À cet endroit, elle se dirige au sud-est jusqu'à la rivière Illinois, qu'elle traversera pour entrer dans la ville de Creve Coeur. Elle y croisera la US 24 et s'orientera vers l'est jusqu'à son terminus est, soit la rencontre pour une deuxième fois de l'I-74.

## Liste des sorties
| Interstate 474          |                           |       |       |                                    |                                                             | |
| Comté                   | Municipalité              | mi    | km    | Sortie                             | Intersections / Destinations                                | Notes |
| Peoria                  |                           | 0,00  | 0,00  |                                    | IL 6 (en) nord – Chillicothe                                | Continue au-delà de l'I-74                                                                                      |
| Peoria                  | 0                         | 0,00  | 0,00  | I-74 – Peoria, Moline, Rock Island | Indiqué sortie 0A (est) et 0B (ouest); sortie 87A de l'I-74 | |
| Peoria                  | Bellevue                  | 3,78  | 6,08  | 3A                                 | IL 116 (en) – Farmington                                    | |
| Peoria                  |                           | 5,34  | 8,59  | 5                                  | CR R49 (Ariport Road)                                       | Dessert l'Aéroport de Peoria                                                                                    |
| Peoria                  | Limite Bartonville–Peoria | 7,09  | 11,41 | 6                                  | US 24 ouest (Adams Street) – Bartonville                    | Terminus ouest du multiplex avec US 24; indiqué sortie 6A (US 24 ouest) et 6B (Adams Street) en direction ouest |
| Rivière Illinois        | Rivière Illinois          | 8,83  | 14,21 | Pont Shade–Lohmann                 | Pont Shade–Lohmann                                          | Pont Shade–Lohmann                                                                                              |
| Tazewell                | Creve Coeur               | 9,57  | 15,40 | 9                                  | US 24 est / IL 29 (en) – East Peoria, Pekin                 | Terminus est du multiplex avec US 24                                                                            |
| Tazewell                | East Peoria               | 14,88 | 23,95 | 15                                 | I-74 vers I-155 sud – Peoria, Indianapolis, Lincoln         | Terminus est; sortie 99 de l'I-74                                                                               |
| - Terminus de multiplex |                           |       |       |                                    |                                                             | |